# Кастель-Мадама
Кастель-Мадама (італ. Castel Madama) — муніципалітет в Італії, у регіоні Лаціо, метрополійне місто Рим-Столиця.
Кастель-Мадама розташований на відстані близько 33 км на схід від Рима.
Населення — 7499 осіб (2014).

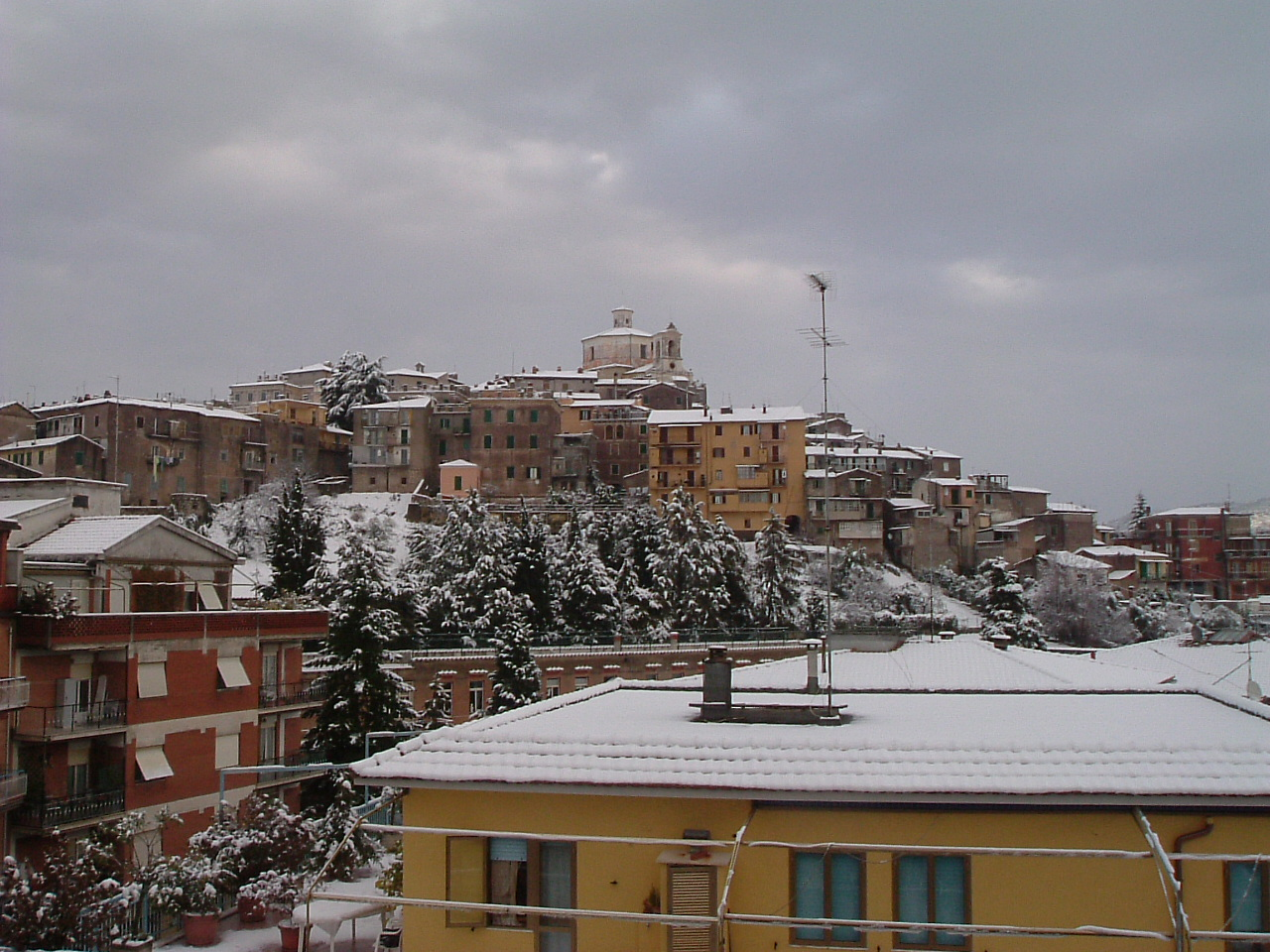

Щорічний фестиваль відбувається 9 травня. Покровитель — святий Архангел Михаїл.

## Демографія
Населення за роками:

Станом на 1 січня 2023 року в муніципалітеті офіційно проживало 616 іноземців з 52 країн, серед них 386 громадян країн Євросоюзу та 15 громадян України.

## Сусідні муніципалітети
- Чичиліано
- Самбучі
- Сан-Грегоріо-да-Сассола
- Сан-Поло-дей-Кавальєрі
- Тіволі
- Віковаро